# Chita (huyện)
Chita (知多郡; Chita-kun; Tri Đa quận) là một huyện nằm trong Aichi, Nhật Bản.
Tại thời điểm 1/11/2010, huyện này có dân số ước tính khoảng 163.343 người và mật độ dân số khoảng 968,93 người trên km². Tổng diện tích là 165,45 km².

## Thị xã và làng
- Agui
- Higashiura
- Mihama
- Minamichita
- Taketoyo